# Majesty: The Fantasy Kingdom Sim
Majesty: The Fantasy Kingdom Sim ist ein Echtzeit-Strategiespiel, das von Cyberlore Studios entwickelt wurde. Veröffentlicht wurde das Spiel am 17. März 2000 von Hasbro Interactive unter der Marke MicroProse für Windows und im Dezember 2000 von MacPlay für Mac OS. Im März 2001 brachte Infogrames die Erweiterung Majesty: The Northern Expansion für Windows auf den Markt. Am 2. Januar 2002 wurden beide Teile des Spiels durch Infogrames für Windows als Majesty: The Fantasy Kingdom Sim – Gold Edition veröffentlicht. Für Linux erschien die Gold Edition am 25. April 2003. Am 21. März 2012 wurde sie von Paradox Interactive als Majesty: Gold HD wiederveröffentlicht.
In Majesty übernimmt der Spieler die Rolle eines Königs im Fantasie-Reich Ardania, der durch das Anwerben von Helden, die Aufgaben, die ihm gestellt werden zu meistern versuchen muss. Dabei gilt es Monster wie Riesenratten, Rattenmenschen, Goblins, Skelette, Zombies, Rostspucker, Vögel Roc, Riesenspinnen, Vargs, Höllbären, Werwölfe, Trolle, Baumnymphen, Harpyien, Medusen, Minotauren, Vampire, Baumdämonen, Böse Okuli, Steingolems und Drachen zu besiegen. Das Spiel hat neunzehn frei wählbare Einzelspieler-Szenarien und einen Zufallskartengenerator. Die Erweiterung The Northern Expansion bietet neue Fähigkeiten für Einheiten, neue Gebäude, neue Monster, weitere zwölf Einzelspieler-Szenarien und einen erweiterten Zufallskartengenerator.

## Spielprinzip
Der Spieler muss mit seinem Gold Gebäude bauen, durch die er Helden anwerben kann. Die Helden verdienen Gold durch das Erlegen von Monstern, womit sie bessere Ausrüstung in ebenfalls erbauten Gebäuden (z. B. Schmiede) erwerben können. Das bezahlte Gold kann wiederum durch den Steuereintreiber eingetrieben werden. Alle Einheiten sind nicht direkt steuerbar, sondern suchen sich ihre Aufgaben selbst, wobei man auf das Verhalten der Helden durch das Aussetzen von Belohnungen für das Erlegen von Monstern oder die Erkundung der Karte indirekt Einfluss nehmen kann.
Es gibt vier verschiedene Grundeinheiten, die für den erfolgreichen Aufbau des Königreichs sorgen: die Gebäude errichtenden Vasallen, die Gebäude gegen Monster verteidigenden Stadtwachen, die Gold eintreibenden Steuereintreiber und die Karawanen, die abhängig von der Weite der zurückgelegten Strecke zwischen Handelsposten und Marktplatz ebenfalls Gold erwirtschaften.
Jedes Szenario bietet eine einzigartige Karte, die bei jedem Neustart, abgesehen vom Grund-Terrain-Typ, anders generiert ist. Die Karte ist anfangs abgedeckt, doch einmal erkundet, können alle Aktivitäten ohne Nebel des Krieges beobachtet werden.
In den meisten Szenarien muss der Spieler angreifenden Monstern standhalten und/oder deren Behausungen zerstören. Ab und zu steht ihm aber auch ein Computerspieler zur Seite oder er muss sich gegen diesen behaupten.

## Gebäude und Helden
Das Grundgebäude ist der Palast. Wird dieser zerstört, verliert der Spieler das Spiel. Gilden und Tempel können gebaut werden um Helden anzuheuern. Fast alle anderen Gebäude dienen dazu den Helden Ausrüstung oder Dienstleistungen anzubieten (Gasthaus, Königlicher Park, Turnierplatz usw.). Manche Gilden oder Tempel können nicht koexistieren und manche Gebäude benötigen andere Gebäude, bevor sie errichtet werden können. Normale Gilden, die gebaut werden können, sind die Gaunergilde, die Waldhütergilde, die Kriegergilde und die Zauberergilde. Tempel, die gebaut werden können, sind der Agrela- (Heilerinnen), der Dauros- (Mönche), der Fervus- (Kultisten), der Helia- (Solari), der Krolm- (Barbaren), der Krypta- (Priesterinnen) und der Lunord-Tempel (Adepten). Agrela- oder Dauros-Tempel können nicht zusammen mit Fervus- oder Krypta-Tempeln gebaut werden. Ein Helia-Tempel kann nicht zusammen mit einem Lunord-Tempel errichtet werden und Krolm-Tempel können mit keinen anderen Tempeln zusammen angelegt werden. Entscheidet man sich für den Dauros-Tempel, können in der Kriegergilde Paladine angeheuert werden. Wählt man den Fervus-Tempel, sind dort Krieger des Widerspruchs verfügbar. Alle Tempel und auch die Zauberergilde bieten Zaubersprüche an. Durch das Aufwerten dieser Gebäude (beim Krolm-Tempel nicht möglich) werden weitere Zauber freigeschaltet, die für Gold genutzt werden können. Zu den nichtmenschlichen Helden, die angeheuert werden können, gehören die Gnome, die meisterlich bauen können, die Elfen mit ihren Spielhallen und Elfenbars und die Zwerge mit ihren mit Steinschleudern versehenen Gebäuden, wobei immer nur eins der drei Völker das Königreich zu unterstützen bereit ist.
Jede Heldengattung hat ihre eigenen Vorlieben. Paladine z. B. entscheiden sich öfters dafür, die Behausungen von Monstern anzugreifen, während Gauner sie lieber plündern und immer am ehesten auf Belohnungen aus sind. Elfen neigen dazu, als Barden in verschiedenen Gebäuden aufzutreten, Waldhüter erkunden mit Vorliebe die Wildnis und Solari verteidigen gerne Wachhäuschen. Kultisten haben als Eigenschaft Monster bekehren zu können, während Priesterinnen aus deren Kadavern Skelette erwecken. Alle Helden haben unterschiedliche Namen und können Erfahrung sammeln sowie Level aufsteigen.

## Fortsetzungen
2009 kam Majesty 2: The Fantasy Kingdom Sim auf den Markt. 2011 wurde eine Mobile-Version für Android, bada, BlackBerry, iPad, iPhone, J2ME und Windows Phone veröffentlicht.